# Zecca d'Alessandria d'Egitto
Durante i primi secoli dopo Cristo, Alessandria era la seconda città più popolosa dell'Impero romano. Essa era stata fondata da Alessandro Magno nel IV secolo a.C. e durante successivi sviluppi era diventata la città più popolosa dell'Egitto.
Dopo la conquista da parte dell'Impero romano vi fu istituita una zecca imperiale che era sotto pieno controllo dell'Imperatore.
Le legende delle monete alessandrine erano tutte in greco.
Nella zecca d'Alessandria venivano prodotte tetradrammi, inizialmente d'argento e poi in biglione, e monete frazionali in bronzo.
I tetradrammi avevano parità con il denario che non poteva circolare in Egitto, mentre i tetradrammi, non potevano essere esportati, a causa della economia chiusa ereditata dai Tolomei.
I nominali in mistura di bronzo primi fra tutti i cosiddetti nomói monete che al dritto recavano l'effigie dell'imperatore e al rovescio il nome di un nomo ossia di un distretto amministrativo.
La zecca venne chiusa intorno al 300 sotto l'imperatore Diocleziano, che unificò i sistemi monetari presenti nell'impero e fu anche l'ultimo imperatore a visitare l'Egitto.

## Monete dei Nomi

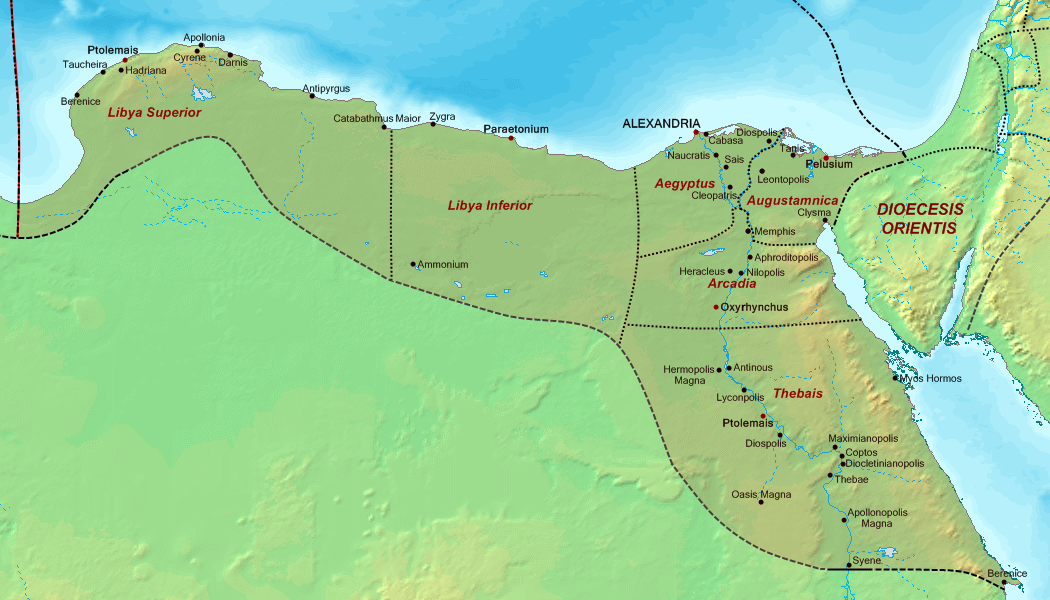
Le province d'Egitto dopo Diocleziano

Oltre alle monete coniate ad Alessandria, la monetazione provinciale per l'Egitto prevedeva anche monete in bronzo coniate per i nomi, e per alcune delle città più importanti, le quali tuttavia venivano coniate ad Alessandria d'Egitto. Di recente si è ipotizzato che ci fosse una zecca anche a Milne, la seconda città del basso Egitto.
Ai tempi di Adriano vi erano 42 centri amministrativi in Egitto detti nomi, essi tuttavia aumentavano e diminuivano in continuazione a causa del frazionamento di alcuni o l'unione di altri.
Di seguito è riportata una lista completa di tutti i distretti amministrativi dell'Egitto romano.

### Basso Egitto
| Numero | Nome | Capitale (nome egizio)            | Capitale (nome greco) | Capitale (nome attuale) | Principali divinità |
| ------ | ---- | --------------------------------- | --------------------- | ----------------------- | ------------------- |
| 1      |      | Men nefer (Stabile è la bellezza) | Menfi                 | Giza                    | Ptah                |
| 2      |      | Sekhem                            | Letopoli              | Awsim                   | Horo                |
| 3      |      | Imu                               | Momemphis/Apis        | Kom el-Hin              | Amenti              |
| 4      |      | Seka                              | Prosophis             | Tanta                   |                     |
| 5      |      | Sau (Zau)                         | Sais                  | Sa el-Hagar             | Neith               |
| 6      |      | Khasut o Khaset                   | Xois                  | Sakha                   | Amon-Ra             |
| 7      |      | Per Heneb                         | Metelis               |                         | Osiride             |
| 8      |      | Per Atum                          | Patamos               | Tell el-Askhutan        | Atum                |
| 9      |      | Per Usir                          | Busiri                | Abu Sir Bana            | Anditi/Osiride      |
| 10     |      | Herraheriib                       | Atribi                | Banha                   | Horo                |
| 11     |      | Taremu                            | Leontopoli            | Mit Ghamr               | Shu, Tefnet         |
| 12     |      | Djebnetjer                        | Sebennytos            | Samannud                | Onuris              |
| 13     |      | Iunu                              | Eliopoli              | Il Cairo                | Ra                  |
| 14     |      | Mesent                            | Sele                  |                         | Horo                |
| 15     |      | Per Gehuti                        | Ermopoli Parva        | Damanhur                | Thot                |
| 16     |      | Permanebsete                      | Mendes                |                         | Khnum               |
| 17     |      | Sma-Behdet                        | Diospolis Inferior    | Tell el-Balamun         | Horo                |
| 18     |      | Per Bast                          | Bubasti               | Zagazig                 | Bast                |
| 19     |      | Immet                             | Buto                  | Tell el-Farain          | Uto                 |
| 20     |      | Per Seped                         | Facusa                | Faqua                   | Horo                |

### Alto Egitto
| Aa32 | t · N16 |

| Aa32 | t · N16 |

| U39 | G5 · t |

| U39 | G5 · t |

| R19 · R12 |

| R19 · R12 |

| G5 · G5 · R12 |

| G5 · G5 · R12 |

| I3 · R12 |

| I3 · R12 |

| Y8 · R12 |

| Y8 · R12 |

## Datazione delle monete
Verso la fine del suo regno Augusto riprese la tradizione tolemaica di datare le monete dell'antico Egitto. Di norma la data è deducibile dall'anno di regno dell'imperatore raffigurato nelle monete. Tale anno era preceduto da una L che stava ad abbreviare "ETOYΣ". In qualche caso l'anno viene scritto per esteso, come è il caso dell'anno nono (ENATOY).
| Α=1  | Β=2  | Γ=3  | Δ=4  |
| Ε=5  | Ϝ=6  | Ζ=7  | Η=8  |
| Θ=9  | Ι=10 | Κ=20 | Λ=30 |
| Μ=40 | Ν=50 | Ξ=60 | Ο=70 |

## Curiosità
Durante l'alto impero il tetradramma pesa sui 15 g ed ha un titolo del 15% Ag mentre quello del basso impero pesa 7 g con un titolo di Ag inferiore al 3%.
La moneta alessandrina è datata con l'anno di regno dell'imperatore secondo un calendario che incominciava il 29 agosto per finire il 28 agosto dell'anno dopo, l'indicazione dell'anno è preceduta da "L" segno demotico che significa "ETOYΣ", cioè anno in genitivo.
Sotto il regno di Nerone si coniano dei rarissimi didrammi (ne è conservato uno al museo di Berlino)
Claudio tentò senza successo d'introdurre le dracme in Egitto.
L'usurpatore Domizio Domiziano tentò anch'egli senza successo d'introdurre una nuova moneta l'ottodrammo.
Durante il suo operato la zecca d'Alessandria coniò sporadicamente numerario romano, è il caso degli aurei di Pescennio Nigro o i denari recanti l'effigie di Settimio Severo e Giulia Domna.